# بيلي ديفاني
بيلي ديفاني (بالإنجليزية: Billy Devaney)‏ هو مدير عام أمريكي، ولد في 7 مارس 1955 في ريد بانك (نيوجيرسي) في الولايات المتحدة.